# Пункт назначения 4
«Пункт назначения 4» (англ. The Final Destination) — американский сверхъестественный фильм ужасов, снятый режиссёром Дэвидом Р. Эллисом по сценарию Эрика Бресса. Является четвёртым фильмом в серии «Пункт назначения». Эллис и Бресс ранее работали как режиссёр и сценарист соответственно над фильмом «Пункт назначения 2».  Картина снята с использованием технологии HD 3D и вышла в прокат 21 августа 2009 года в США, 9 сентября — в странах СНГ, 1 октября — в Австралии.

## Сюжет
В 2009 году студент колледжа Ник О’Бэннон вместе со своей девушкой Лори Миллиган и их друзьями Хантом Винорски и Джанет Каннингем во время семестровых каникул наблюдал за автогонками на скоростной трассе Маккинли. Ника мучит предчувствие аварии, из-за которой обломки начнут падать на трибуну, в результате чего её передняя часть обрушивается. Когда Ник запаниковал, началась потасовка, и несколько человек покинули стадион, в том числе Лори, Хант, Джанет, водитель эвакуатора-расист Картер Дэниелс, мать Саманта Лэйн, механик Энди Кьюзер, его подруга Надя Монрой и охранник Джордж Лантер. Пока Надя ругает группу, шальное колесо вылетает со стадиона и обезглавливает её.
В одну из ночей, последовавших за аварией, Картер подъезжает к дому Джорджа, чтобы сжечь крест на его лужайке, обвиняя охранника в том, что тот помешал ему спасти свою жену Синтию на автодроме, но его эвакуатор начинает тащить его по асфальту, загорается, а после взрывается вместе с хозяином. На следующий день Саманта выходит из салона красоты, когда камень, выброшенный газонокосилкой, попадает ей в глаз, убивая её. Узнав об их смертях и подобных катастрофах, произошедших ранее, Ник приходит к убеждению, что Смерть охотится за ними. Они с Лори возвращаются на автодром с помощью Джорджа, чтобы найти следующего выжившего, Энди, но на следующий день он погибает в механическом цехе, когда баллон с углекислым газом запускает его на металлическое сетчатое ограждение. После того, как Ник предсказывает, что смерть Ханта и Джанет будет связана с водой, Джордж и Лори находят последнюю, которая застряла в неисправной автомойке, и едва успевают спасти её. Однако Ник прибывает слишком поздно, чтобы спасти Ханта, который непреднамеренно включил дренажную систему бассейна загородного клуба и в итоге был выпотрошен сливной трубой.
Четыре дня спустя Ник узнает из новостного репортажа, что другой зритель, Джонатан Гроувз, был спасен после обрушения трибуны; Джонатан умер в видении после того, как его попросили пересесть, но этого так и не произошло из-за вмешательства Ника. Ник и Джордж разыскивают Джонатана в больнице, где он приходил в себя после несчастного случая, только для того, чтобы стать свидетелями того, как его раздавила переполненная ванна, провалившаяся сквозь потолок. Когда они уходили, Ник увидел множество взрывов в торговом центре, которые привели к гибели Джанет и Лори, но не смог спасти Джорджа, которого сбила мчащаяся машина скорой помощи, прежде чем Ник успел предупредить его. Ник бежит обратно в торговый центр, чтобы попытаться предотвратить взрыв до того, как он произойдет. Несмотря на то, что гвоздомет прибивает его руку к стене, ему удается остановить пожар до того, как он перекинется на несколько горючих бочек, спасая всех.
Две недели спустя Ник, Лори и Джанет идут в кафе отпраздновать это событие. Однако во время их разговора Ник начинает видеть больше предзнаменований и ссылается на теорию о том, что цепь событий, произошедших после катастрофы на автодроме, должна была привести их туда, где они должны были оказаться, чтобы их настигла Смерть. Как только он осознает это, незакрепленные строительные леса снаружи рушатся на дорогу, в результате чего грузовик сворачивает и врезается в кафе, убивая его, Лори и Джанет.

## В ролях
| Актёр              | Роль                                          |
| ------------------ | --------------------------------------------- |
| Бобби Кампо        | Ник О’Беннон                                  |
| Шантель ВанСантен  | Лори Миллиган                                 |
| Хэйли Уэбб         | Джанет Каннингем                              |
| Ник Зано           | Хант Винорски                                 |
| Майкелти Уильямсон | Джордж Лантер                                 |
| Криста Аллен       | Саманта Лэйн (женщина с детьми)               |
| Эндрю Фисцелла     | Энди Кьюзер (механик)                         |
| Стефани Онор       | Надя Монрой (жена механика)                   |
| Джастин Уэлборн    | Картер Дэниэлс (расист)                       |
| Лара Грис          | Синтия Дэниэлс (жена расиста)                 |
| Джексон Уолкер     | Джонатан Гроувс (ковбой)                      |
| Тина Паркер        | Шейна (работница салона красоты на ресепшене) |
| Сесиль Монтейн     | Ди Ди (работница салона красоты мастер)       |
| Фил Остин          | Эдвард Лэйн (муж Саманты)                     |
| Уильям Агийар      | (младший сын Саманты)                         |
| Брендан Агийар     | (старший сын Саманты)                         |
| Крис Фрай          | (газонокосильщик)                             |

## Музыка
В фильме также звучали песни:
- «Devour» в исполнении Shinedown.
- «How The Day Sounds» в исполнении Greg Laswell.
- «Burning Bridges» в исполнении Anvil.
- «Why Can’t We Be Friends» в исполнении War.
- «Don’t You Know» в исполнении Ali Dee & The Dekompressors.
- «Faraway» в исполнении Dara Schindler.
- «Dream Of Me» в исполнении Perfect.
- «The Stoop» в исполнении Little Jackie.
- «Sweet Music» в исполнении Garrison Hawk.
- «Corona & Lime» в исполнении Shwayze.
- «Make You Crazy» в исполнении Brett Dennen.